# Edgar Leonard
Edgar Leonard (n. 19 iunie 1881, West Newton⁠(d), Newton⁠(d), Massachusetts, SUA – d. 7 octombrie 1948, New York City, New York, SUA) a fost un jucător de tenis american, medaliat olimpic. A participat la o ediție a Jocurilor Olimpice (1904) în care a câștigat o medalie de aur și o medalie de bronz.